# Hisashi Ohashi
Hisashi Ohashi (大橋 尚志 Ohashi Hisashi?, Ibaraki, 1 de diciembre de 1996) es un futbolista japonés que juega como centrocampista en el Matsumoto Yamaga F. C. de la J3 League.

## Trayectoria

### Clubes
| Club                      | País  | Año       |
| ------------------------- | ----- | --------- |
| Kashima Antlers           | Japón | 2015-2016 |
| J. League sub-22 (cedido) | Japón | 2015      |
| Zweigen Kanazawa          | Japón | 2017-2021 |
| Omiya Ardija              | Japón | 2022-2023 |
| Veertien Mie              | Japón | 2024      |
| Matsumoto Yamaga F. C.    | Japón | 2025-     |

## Palmarés

### Títulos nacionales
| Título             | Club            | País  | Año  |
| ------------------ | --------------- | ----- | ---- |
| Copa J. League     | Kashima Antlers | Japón | 2015 |
| J1 League          | Kashima Antlers | Japón | 2016 |
| Copa del Emperador | Kashima Antlers | Japón | 2016 |